# كينيث جنسن
كينيث جنسن (بالدنماركية: Kenneth Jensen)‏ هو لاعب كرة قدم دنماركي، ولد في 14 أكتوبر 1969. لعب مع نادي كوبنهاغن.